# Der Zwerg
Der Zwerg er en opera af Alexander von Zemlinsky til en libretto af Georg C. Claren. Operaen havde premiere i Köln den 28. maj 1922.